# Эгюйер
Эгюйер, Эйгиер (фр. Eyguières) — коммуна на юго-востоке Франции в регионе Прованс — Альпы — Лазурный Берег, департамент Буш-дю-Рон, округ Арль, кантон Салон-де-Прованс-1.
Площадь коммуны — 68,75 км², население — 6285 человек (2006) с выраженной тенденцией к росту: 6596 человек (2012), плотность населения — 95,9 чел/км².

## Население
Население коммуны в 2011 году составляло 6446 человек, а в 2012 году — 6596 человек.
| 1962 | 1968 | 1975 | 1982 | 1990 | 1999 | 2004 | 2006 | 2009 | 2011 | 2012 |
| ---- | ---- | ---- | ---- | ---- | ---- | ---- | ---- | ---- | ---- | ---- |
| 2450 | 2742 | 3284 | 4171 | 4481 | 5392 | 6278 | 6285 | 6424 | 6446 | 6596 |

Динамика населения:

## Экономика
В 2010 году из 4224 человек трудоспособного возраста (от 15 до 64 лет) 3070 были экономически активными, 1154 — неактивными (показатель активности 72,7%, в 1999 году — 71,7%). Из 3070 активных трудоспособных жителей работали 2763 человека (1507 мужчин и 1256 женщин), 307 числились безработными (129 мужчин и 178 женщин). Среди 1154 трудоспособных неактивных граждан 311 были учениками либо студентами, 454 — пенсионерами, а ещё 389 — были неактивны в силу других причин.
На протяжении 2010 года в коммуне числилось 2777 облагаемых налогом домохозяйств, в которых проживало 6824,5 человека. При этом медиана доходов составила 21 тысяча 364 евро на одного налогоплательщика.